# Cazadores de espías
Cazadores de espías es una película de comedia, drama, acción, deporte y ciencia ficción mexicana de 1969, escrita y dirigida por Rafael Baledón, y protagonizada por Leonorilda Ochoa, Eleazar García "Chelelo" y Maura Monti.

## Sinopsis
Trata sobre una conspiración del espionaje internacional que envuelve el control de una comunidad en donde el suelo produce un polímero especial que sirve para la construcción de naves espaciales, muy apreciados al "otro lado de la frontera". Varios grupos de espías internacionales se disputan el control de los suelos para venderlos al mejor postor en el mercado internacional en pleno apogeo de la Guerra Fría. 
Hay dos Grupos de espías uno dirigido por Mr. X y el otro por la malvada Sylvana. Mr. X para engañar a sus perseguidores permite que los hombres de Sylvana asesinen a su propio hermano gemelo para hacer creer a todo mundo que ya ha muerto, también para cubrir sus huellas previamente asesina al agente secreto Ramiro quien estaba detrás de su captura para la Interpol. Este agente también, tiene un hermano gemelo de nombre Ricardo (ambos interpretados por Carlos East.). Ricardo para vengar la muerte de su hermano a manos de Mr. X decide ocupar su lugar en la investigación, se dirige al pueblo fronterizo para capturar por todos los medios al malvado Mr. X 
Mr. X al fingir propia su muerte descubre que tiene dos sobrinos, a los cuales nunca había tratado en toda su vida. Ellos al ser sus únicos parientes les toca heredar su propiedad. Sus Sobrinos son despistados y buenas personas (Interpretados por Eleazar García "Chelelo" y Leonorilda Ochoa) 
Hay diferencias entre ambos herederos sobre que harán con el Local Comercial recibido de parte su misterioso tío. Chelelo Quiere una arena de Luchas y Leonorilda un Club a Go-Go. Ricardo al llegar a la ciudad sospecha que Mr. X aún está vivo, se asocia con Chelelo y Leonorilda, sugiriéndoles que lo conviertan en ambas cosas a la vez, es decir un club de Música a Go-Go y una arena de Luchas. aquí comienza las persecución de malos contra malos y buenos contra los malos.
Maura Monti interpreta a Sylvana, bella pero malvada líder del equipo de espías el cual rivaliza con Mr. X. Sylvana es una mujer fría, muy sexi aficionada a los bailes a Go-Go , las botas y las minifaldas. Tiene como pasatiempo darle de comer a su mascota, una planta mutante que come carne humana. El aperitivo favorito la planta son sus enemigos y uno que otro de sus secuaces torpes!